# Manolis Kefalogiannis

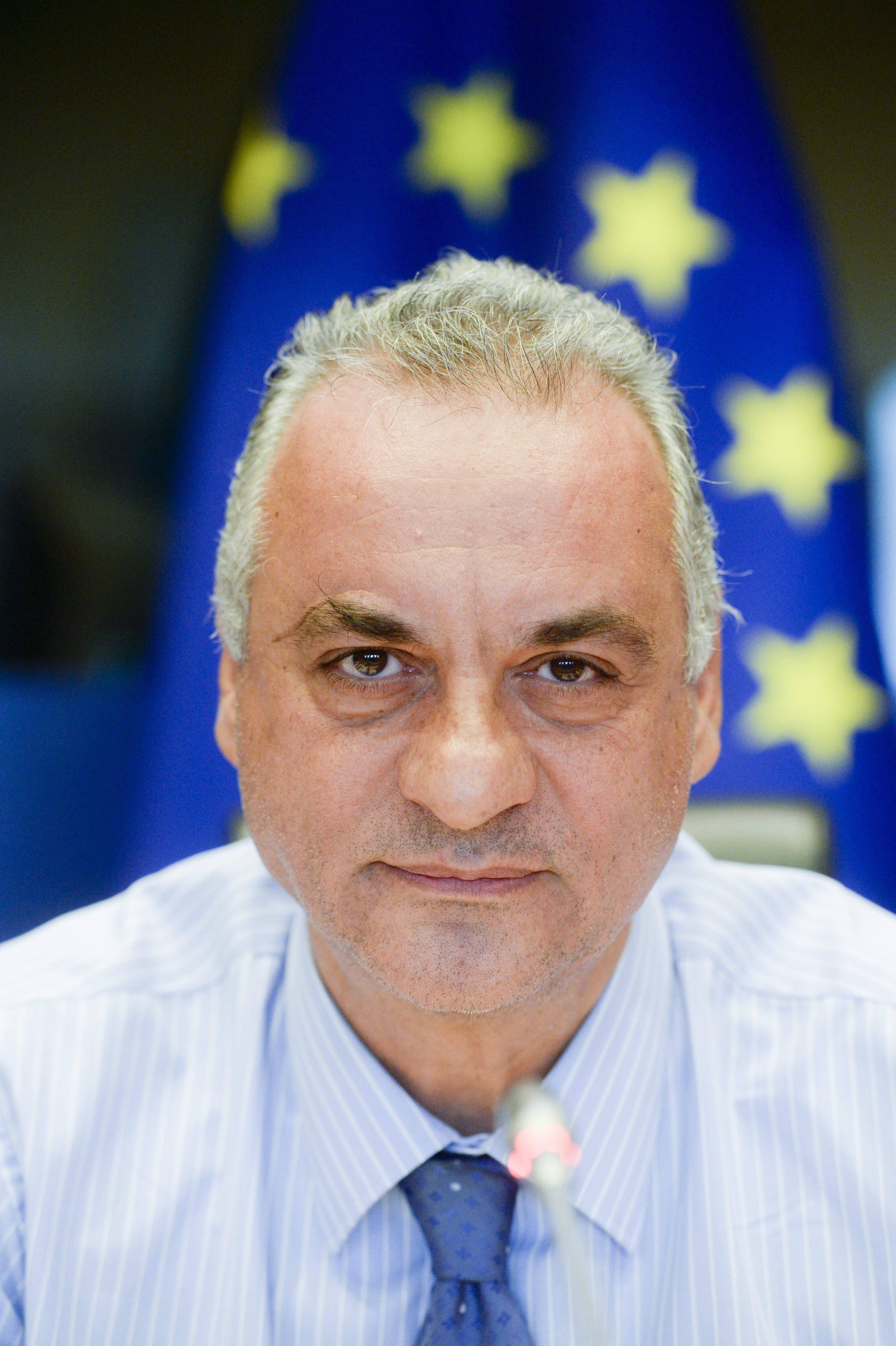
Manolis Kefalogiannis, 2019

Emmanouil „Manolis“ Kefalogiannis (griechisch Εμμανουήλ “Μανώλης” Κεφαλογιάννης, * 24. Mai 1959 in Iraklio) ist ein griechischer Politiker der konservativen Nea Dimokratia und ehemaliger Minister.

## Leben
Kefalogiannis war für die Nea Dimokratia von 1990 bis 2014 Abgeordneter im Griechischen Parlament. Im ersten Kabinett Kostas Karamanlis war er von 2004 bis 2007 Minister für die Handelsmarine. Seit 2014 ist er Abgeordneter im Europäischen Parlament. Dort war er Vorsitzender der Delegation im Gemischten Parlamentarischen Ausschuss EU-Türkei (bis 2019), Vorsitzender der Delegation für den Parlamentarischen Stabilitäts- und Assoziationsausschuss EU-Albanien und Mitglied in der Konferenz der Delegationsvorsitze, im Ausschuss für auswärtige Angelegenheiten und im Unterausschuss für Sicherheit und Verteidigung.